# Ørsted (Norddjurs Kommune)
 Denne artikel omhandler byen Ørsted (Norddjurs Kommune). Der er også andre byer med dette navn, se Ørsted.
Ørsted  ligger på det nordlige Djursland på en bakkekam i Ørsted Sogn. Byen har 1.357 indbyggere  (2024) og er beliggende i Region Midtjylland under Norddjurs Kommune.

## Historie
Ørsted (1349 Ørstedt, 1408 Ørsthet) lå tidligere i Rougsø herred.
Omkring 1855 beskrives Ørsted på følgende måde: "Ørsted med Kirke, Hospital, Præstegaard, bolig for Districtslægen, Apotek, Skole og Kro" .
Omkring 1875 beskrives Ørsted således: "Ørsted med Kirke, Præstegaard, Bolig for Districtslægen, Apothek, Skole, 2 Veirmøller, 2 Kjøbmandshandler, en Landbrugsforening og Kro" ..
Omkring år 1900 betegnedes Ørsted som en "stor, købstadslignende Landsby med Kirke, Præstegd., Missionshus ("Bethesda", opf. 1899), Skole, teknisk Skole (opr. 1881), Tinghus (Lokale i Fattiggaarden) med Politistation, Syge- og Epidemihus (opf. af Amtet 1885, med 25 senge), Fattiggaard (paa Ørsted Mark, opr. 1881, Pl. for 32 Lemmer), privat Haandgerningsskole med Pogeskole, Distriktslægebolig, Lægebolig, Dyrlægebolig, Apotek (opr. 1867), Farveri, Bryggeri, 2 Møller, Andelsmejeri, Købmandshdlr., m.m., Gæstgiveri, Statstelefonst. og Postkontor" .
Ørsteds indbyggerudvikling: i 1906 havde byen 851 indbyggere, i 1911 794, i 1916 873, i 1921 916, i 1925 971, i 1930 971, i 1935 899, i 1940 884, i 1945 904, i 1950 912, i 1955 1.006, i 1960 1.031 og i 1965 1.069 indbyggere. I 1930, da byen havde 971 indbyggere, var sammensætningen efter erhverv: 265 levede af landbrug, 219 af industri og håndværk, 81 af handel, 84 af transport, 59 af immateriel virksomhed, 92 af husgerning, 132 var ude af erhverv og 39 havde ikke angivet oplysninger.
I 1950 var Ørsted indbyggeres næringsfordeling: 247 levede af landbrug m.v., 242 af håndværk og industri, 105 af handel og omsætning, 65 af samfærdsel, 97 af embedsvæsen og liberale erhverv, 128 af aldersrente, pension, formue o.lign; 28 havde ikke angivet oplysninger om indtægtskilde . Ørsted havde Rougsø Herred som sit handelsmæssige opland.
På trods af at Ørsted i dag ligger 6 kilometer fra nærmeste åbne vand, har der tidligere været en havn i byen. Under en vejrenovering i starten af 1970'erne blev der fundet rester af et gammelt bolværk. På grund af den geografiske placering på sydkanten af et landområde, der indtil middelalderen har været en ø, og stadig er klemt inde mellem Randers Fjord på den ene side og Kattegat på den anden side, har Ørsted et naturligt opland bestående af hele Rougsø Herred.

## Befolkning
| 1906 | 1911 | 1916 | 1921 | 1930 | 1955  | 2009  | 2010  | 2011  |
| ---- | ---- | ---- | ---- | ---- | ----- | ----- | ----- | ----- |
| 851  | 794  | 873  | 916  | 971  | 1.006 | 1.519 | 1.500 | 1.489 |

## Kendte personer fra byen
Skuespilleren Charlotte Munck er opvokset i Ørsted.